# Tadao Ando
Tadao Ando (安藤 忠雄; Andō Tadao rođen 13. listopada, 1941.) je japanski arhitekt i dobitnik Pritzkerove nagrade za arhitekturu 1995. godine. Svjetsku slavu je stekao spajanjem tradicionalnih minimalističkim oblika istočnjačke s modernim izričajem zapadnjačke kulture, stilom koji je Francesco Dal Co nazvao „kritički regionalizam”. 

## Životopis
Ando je samouki arhitekt koji je najprije živio živopisno kao vozač kamiona i profesionalni bokser. No, još od svoje desete do sedamnaeste godine učio je obradu drveta kod jednog tesara i pravio je modele zrakoplova i brodova. Za arhitekturu se zainteresirao kao mladić pročitavši jednu knjigu o Le Corbusieru, koji je na njega ostavio veliki utjecaj. Znanje o arhitekturi stekao je autodidaktičkim putem obilazeći hramove, svetišta i čajane u Japanu i praveći makete brodova i crkava.
Od 1962. do 1969. godine putovao je po Europi, Africi i SAD-u, gdje je proučavao građevine velikana arhitekture kao što su: Alvar Aalto, Le Corbusier, Ludwig Mies van der Rohe, Frank Lloyd Wright i Louis Kahn. Dok je putovao i iskustveno učio arhitekturu, snažno je držao do svoje japanske kulture i jezika. Kao dvadesetoosmogodišnjak se vratio u Osaku gdje 1969. godine osniva svoju tvrtku Tadao Ando Architect & Associates. Prvi nacrti bili su mu male drvene kućice, entrijer i komadi nameštaja. Godine 1975. izgradio je kuću Azuma u Osaki, za koju je dobio priznanje Japanskog arhitektonskog udruženja.
Dobitnik je mnogih značajnih nagrada, među kojima je najvažnija prestižna Pritzkerova nagrada za arhitekturu 1995. godine. Tado je odmah 100.000 $ nagrade donirao žrtvama potresa u Kobeu koji se dogodio ranije iste godine.

## Djela
Na Andovu arhitekturu i dizajn snažno utječu japanska umjetnost, religija i stil života. Njegov arhitektonski stil stvara „haiku” učinak, naglašavajući ništavilo i prazan prostor kako bi predstavio ljepotu jednostavnosti. On favorizira projektiranje složenih prostornih ophoda koji zadržavaju izgled jednostavnosti. Kao arhitekt, on vjeruje da arhitektura može promijeniti društvo: „za promjenu nastambe potrebno je promijeniti grad i reformirati društvo”.
Njegov opus je poznat po kreativnoj uporabi prirodnog svjetla i arhitekturi koja slijedi prirodne oblike krajolika (umjesto oblikovanja krajolika da se uskladi s izgrađenim prostorima u zgradi). Njegove zgrade se odlikuju složenim trodimenzionalnim opkružnim stazama koje se prepleću između unutarnjih i vanjskih prostora i unutar velikih geometrijskih oblika, i u razmacima između njih. Njegova betonska "Kuća u nizu u Sumiyoshi" (Kuća Azuma, 住吉 の 長屋), koja ima dva kata i izlivena je na mjestu 1976. god., je njegovo rano djelo u kojemu je pokazao elemente sebi svojstvenog stila. Sastoji se od tri jednako velika pravokutna volumena: dva zatvorena volumena unutarnjih prostorija odvojenih otvorenim dvorištem. Ova kuća je poznata po kontrastu izgleda i prostorne organizacije, koje omogućavaju ljudima da iskuse bogatstvo prostora uutar stroge geometrije.
Ando je stambeni kompleks Rokko, odmah izvan Kobea, izgradio kao složen sustav terasa i balkona s atrijima i šahtovima. Planovi Rokko zgrade 1. (1983.) i Rokko zgrade 2. (1993.) ilustriraju niz elemenata tradicionalnog graditeljskog vokabulara, te međuigra čvrstih i praznih prostora, izmjena otvorenog i zatvorenog i kontrasta svjetla i tame. Što je još važnije, Ando je u tim zgradama koristio narodne načine gradnje koji su preživjeli neoštećeni nakon velikog Kobe potresa iz 1995.

### Kronološki popis značajnijih djela
- Kuća Azuma, Osaka, Japan (1976.)
- Rokko stambeni kompleks, Hyōgo, prefektura, Japan (1983.)
- Times galerija, Kyoto, Japan (1983.)
- Crkva svjetla, Osaka, Japan (1989.)
- Vodeni hram, Awaji, Japan (1991.)
- Japanski paviljon za EXPO 92, Sevilla, Španjolska (1992.)
- Prefekturni Chikatsu Asuka muzej u Osaki, Japan (1994.)
- Konvencijski centar Nagaragawa, Gifu, Japan (1995.)
- Pulitzerova zaklada za umjetnost, St. Louis, Missouri, SAD (2001.)
- Prefekturni muzej umjetnosti, Kobe, Japan (2002.)
- Muzej moderne umjetnosti, Fort Worth, Texas, SAD (2002.)
- Muzej umjetnsti Chichu, Naoshima, Kagawa, Japan (2004.)
- Zaklada Langen, Neuss, Njemačka (2004.)
- Svijet insekata Gunma, Kiryū, Gunma, Japan (2005.)
- Muzej slikovnica, Iwaki, Fukushima, Japan (2005.)
- Omotesando,  Tokyo, Japan (2006.)
- 21 21 DESIGN SIGHT, Tokyo, Japan (2007.)
- Clark Art Institute, Williamstown, Massachusetts, SAD (2008.)

- Times galerija, Kyoto (1983.)
- Prefekturni Chikatsu Asuka muzej u Osaki, Japan (1994.)
- Konvencijski centar Nagaragawa, Gifu, Japan (1995.)
- Zaklada Langen, Neuss, Njemačka (2004.)
- Clark Art Institute, Williamstown, Massachusetts (2008.)

## Vanjske poveznice
- Tadao Ando Architects & Associates, službene stranice  Arhivirana inačica izvorne stranice od 11. veljače 2015. (Wayback Machine)
- Tadao Ando na stranicama muzeja MoMA